# Кыргызстан на Паралимпийских играх
Кыргызстан на Паралимпийских играх впервые принял участие в 1996 году на летних Играх в Атланте, и с тех пор участвует на всех летних Играх. На зимних Играх Кыргызстан участия не принимал.
До 1992 спортсмены Кыргызстана участвовали на Паралимпиадах в составе сборной СССР (в 1988) и Объединённой команды бывших советских республик (в 1992).
На настоящее время медалей на Играх спортсмены Кыргызстана пока не завоевали.